# Caminheiro-foguetinho
Petinha-de-barriga-acanelada ou caminheiro-de-barriga-acanelada (Anthus hellmayri) é uma espécie de ave da família Motacillidae.
Pode ser encontrada nos seguintes países: Argentina, Bolívia, Brasil, Chile, Paraguai, Peru e Uruguai.
Os seus habitats naturais são: campos de gramíneas de clima temperado, campos de altitude subtropicais ou tropicais e pastagens.